# 立命館大学グローバル教養学部
立命館大学グローバル教養学部（りつめいかんだいがくグローバルきょうようがくぶ）は、立命館大学に設置されている学部の一つ。
キャンパスは、大阪いばらきキャンパス。

## 概要
立命館大学グローバル教養学部（GLA）は、2019年4月に誕生した学部である。リベラル・アーツの学びに新たな流れを創り、学部内の全ての授業を英語で学ぶユニークなプログラムを用意している、
立命館大学グローバル教養学部（GLA）のカリキュラムは、「Cosmopolitan Studies」、「Civilization Studies」、「Innovation Studies」の3つの柱を中心に、7つの科目群で構成されている。学生は、自分の興味や関心、希望する進路に応じて授業を自由に選択することができる。
「Essentials of Global Liberal Arts」では、人類の知的遺産をグローバルな視点で捉え、グローバル教養学部の基礎となる技法・方法論、研究倫理、コミュニケーションの基礎を学ぶ。
「Cosmopolitan Studies」では、文化研究・地域研究を軸に、社会の多様性を理解し、様々な境界を超えて問題発見・問題解決に導く力を磨く。
「Civilization Studies」では、歴史研究・社会理論を軸に、国際社会の多元性と普遍性を理解し、人類にとって新しい課題を浮き彫りにする力を学ぶ。
「Innovation Studies」では、経営理論、科学・技術論を軸に、新しい知識と価値を生み出し、国際社会で実践できる知的能力と行動力を学ぶ。
「Japanese Studies Cluster」では、グローバルな文脈のなかで、日本の歴史、社会および文化の特質を学び、グローバル教養学を世界とアジアの中の日本という具体的な場面で実践的に学ぶ。
「Capstone Studies」では、各科目群での学びを横断して統合し、グローバル教養学部の学びの集大成として、研究・製作を行い、より実践的な場でグローバル教養学の学びを生かす能力を身に着ける。
「Learning Support」では、「Academic Writing Skills」と「Academic Skills Workshops」を用意している。
立命館大学グローバル教養学部（GLA）は、オーストラリア国立大学（ANU）と提携し、全て英語による4年間の学びの成果として、立命館大学とANUの2つの学位を取得できる「デュアル・ディグリー・プログラム」を用意している。

## 学部長
- 金山勉

## 交通アクセス
大阪いばらきキャンパス
- 所在地：大阪府茨木市岩倉町2-150

- JR「茨木駅」から、徒歩約5分
- 阪急電鉄「南茨木駅」から、徒歩約10分
- 大阪モノレール「宇野辺駅」から、徒歩約7分